# Гремячево (Орловская область)
Гремя́чево — деревня в Глазуновском районе Орловской области, центр Медведевского сельского поселения.

## География
Деревня расположена в 12 км от районного центра Глазуновка вдоль реки Руда. Граница справа — речка Гремячая, образующаяся в окрестностях Гремячева, близ урочища Орлово Гнездо из слияния двух ручьёв и впадающая в реку Руда.

## Население
По состоянию на 1866 год в деревне проживало 862 человека (418 мужчин и 444 женщины).
| 2002 | 2010 |
| ---- | ---- |
| 320  | ↘239 |

## История
В XVIII веке принадлежала князю Юрию Владимировичу Долгорукову (1740—1830). В описании землемера Сверчкова, обмерявшего поместья Ю. В. Долгорукова 29 июля 1780 года, значится как «сельцо Гремячево» (то есть село без церкви, но с двором землевладельца, хозяйственными постройками или часовней).
В межевании именовалось «сельцо Гремячее» и «деревня Гремячея»: «Номер по генеральному плану 427. В 3 части плана. Селы Богородицкое, Гнилуша и деревни Гремячея, Голинищева, Вознесенская, Новая Слободка и Нововыселенная из села Богородскаго, а при межевании именовалось село Богородицкое с сельцом Гремячим, з деревнями Гнилушей, Голенищевой и Новой Слободкой генерал-аншефа и разных орденов ковалера князь Дмитрия (так!) Володимеровича Долгорукова». И далее: «…деревни Гремячея на левой стороне речек Гремячей и Руды. На речке Руде мельница о дву поставах. Доходу в год приносит 100 рублей».
В «Экономических примечаниях Орловского уезда» сельцо Гремячее описывается так: «Селцо безымяннаго верха по правою, речки Гремячего Колодезя по левою и по обе стороны речки Руды на коей пруд с мелницею о дву поставах».
В 1774 году за долг Ю. В. Долгорукова Гремячево и другая принадлежавшая ему деревня по соседству — Гнилова (современная Гнилуша) — едва не отошли в казну, к дворцовым имениям, о чём появилось объявление в газете «Московские ведомости»: «Отъ Московской Монетной Экспедиціи симъ публикуется, что Генералу-Поручику Лейбгвардіи Преображенскаго полку Преміеръ-Маіору и Кавалеру Князь Юрью Володимировичу Долгорукову, въ число состоящаго на немъ казеннаго вѣдомства экспедиціи мѣднаго долгу, за второй срочной 1774 годъ, надлежало заплатить капитала 10000 руб. да процентовъ 1000 руб. и того 11000 руб. но не заплатилъ <…> почему за означенную незаплаченную Генераломъ-Поручикомъ Княземъ Юрьемъ Володимировичемъ Долгоруковымъ въ мѣдной долгъ на второй срочной 1774 годъ сумму за 11000 публикуется просроченнымъ въ казну недвижимаго имѣнія Орловскаго уѣзду, изъ сельца Гремячева и деревни Гниловой по 25 руб. 440 душъ, состоящихъ селеніемъ на землѣ и положенныхъ въ подушной окладъ со всѣми къ нимъ принадлежностьми». Однако «просрочителю» оставлялось право выкупать казённые долги.
На карте Орловской губернии в атласе Российской империи Ильина (1872) и на карте Орловской губернии из энциклопедии Брокгауза и Ефрона (1897) обозначена как «Гремячее». В описании Орловской губернии, изданном в 1871, — «Гремячая (Гремякъ) деревня при р. Руде. Число дворов 130. Жителей мужского пола 418, женского — 444».
На карте Орловского наместничества 1792 года отмечено на месте, соответствующем современному местоположению Гремячева, как «Гремячево» и помечено крестом (то есть обозначено как населённый пункт с церковью). О существовании церкви ничего не известно, однако позже сельцо Гремячево входило в приход церкви Введения во храм Пресвятой Богородицы, находившейся в селе Гнилуша, — каменного храма с тремя приделами, возведённого на средства Долгорукова в 1798 году. Праздник Введения Богородицы во храм считается престольным в Гремячеве и отмечается до сих пор 4 декабря (хотя церкви в Гнилуше давно нет), причём местные жители называют его «Виденьё».
Князь не оставил прямых наследников, поэтому после смерти Долгорукова (он умер в ноябре 1830 от холеры, пережив всех своих детей) сельцо Гремячево перешло к его внучатому племяннику Дмитрию Петровичу Салтыкову (11 декабря 1827, Петербург — ?), правнуку фельдмаршала П. С. Салтыкова и другу поэта Эдуарда Ивановича Губера (1814—1847); Салтыкову посвящены его стихи «Князю Д. П. Салтыкову» («У гроба близкого я весело гляжу…», 1844) и, вероятно, «Последний друг» (1844). Отец его — Пётр Дмитриевич Салтыков (ум. 24.11.1889), мать Вера Фёдоровна Стемпковская (ум. 1838). В 1852 году Дмитрий Петрович Салтыков женился в Москве на Елизавете Ивановне Яковлевой (1827—1872). Князь Д. П. Салтыков был почётным смотрителем уездных училищ и значится как владелец «селения Гремячее» и соседнего с Гремячевым селения Каменка в «Описании имений» 1860 г. В это время в Гремячем насчитывалось 418 крестьян и 100 дворов. Салтыкову принадлежали также унаследованные от Долгорукова селения Голенищево, Озерки (ныне нежилое), Екатериновка (ныне нежилое), а также села Гнилово (современное Гнилуша, в «Списке населённых мест российской империи по сведениям 1866» — «село Гнилуши») и Богородицкое (современное Богородское). Все они сейчас находятся на территории Глазуновского района.
В середине XIX века деревня относилось к Орловскому уезду Богородицкой волости, куда входили также: село Богородицкое-Нижняя Слобода, село Богородицкое-Верхняя Слобода, д. Зарека, д. Голенищева, д. Екатериновка-Роговка, село Гнилое, д. Озерка-Подзеренки, д. Гремячая, д. Каменка (владения князя Салтыкова), д. Захаровка-Новая Руда (владения князя Голенищева), село Тагин-Верхний Бобрик, село Тагин-Нижняя Поляна (владения графа Чернышёва-Кругликова).
Во время Великой Отечественной войны деревня была оккупирована немцами. В боях за освобождение деревни принимали участие: 16-я воздушная армия, 3-й штурмовой авиационный корпус, 225-я штурмовая авиационная дивизия (22 июля 1942); 16-я воздушная армия, 4-й штурмовой авиационный корпус (25—26 июля 1943); 16-я воздушная армия, 308-я штурмовая авиационная дивизия, 624-й штурмовой авиационный полк (25—26 июля 1943); 13-я армия, 4-я гвардейская воздушно-десантная дивизия, 15-й воздушно-десантный гвардейский стрелковый полк (28 июля 1943); 125-я гвардейская стрелковая дивизия, 2-й гвардейский воздушно-десантный стрелковый полк (3 августа 1943).
После войны в деревне находилось правление колхоза «14-й Октябрь», затем правление колхоза «Завет Ильича».
Территория деревни Гремячево относится к зоне проживания со льготным социально-экономическим статусом вследствие аварии на Чернобыльской АЭС. В соответствии со статьёй 27 Закона РФ «О социальной защите граждан, подвергшихся воздействию радиации вследствие катастрофы на Чернобыльской АЭС», для жителей деревни, в ней прописанных, предусмотрена ежемесячная денежная компенсация. Местные жители называют эти выплаты «гробовыми».

### Происхождение названия
Название происходит от названия реки Гремячая (Гремячка). В исследовании Г. П. Смолицкой по гидронимике бассейна Оки «п. р. Гремячка (л. в. Колодезь, в. Колодезь, о. Черной)» показан правым притоком реки Каменец (Каменка). На современной карте Генштаба неподалёку от соседнего (с северо-запада) с Гремячевым села Гнилуша — обозначены две балки с ручьями: на высоте 201 балка Гнилищенская, на высоте 238 — Гремячинская.

### Инфраструктура
Деревня состоит из 5 улиц (порядков домов). Их неофициальные названия: Пуриха (верхний порядок), Хуторка, Стакановка, Щемиловка, а также улица Молодёжная (в просторечии «Новая» или «посёлок»; порядок кирпичных новостроек, в которые в конце 1980-х гг., в результате укрупнения деревень, вселились жители окрестных населённых пунктов — Соловые, Собакино, Красная Поляна, Каменка и др.) и улица Центральная, на которой находятся все административные здания: Медведевская сельская администрация, Гремячевская сельская библиотека Медведевского сельского поселения, ныне не действующая Гремячевская средняя общеобразовательная школа (новое здание было построено в 1985 году, школа вмещала около 300 учащихся), правление сельскохозяйственного производственного кооператива «Завет Ильича» (бывший колхоз «Завет Ильича»), магазин, почтовое отделение связи. До 1941 года на левой окраине Гремячево находился посёлок Полыненский (название, возможно, происходило от фамилии «Полынниковы»). Перед Великой Отечественной войной жители покинули посёлок. В административно-территориальных делениях он не числится.

### Памятники истории
На юго-восточной окраине деревни в урочище Большая Лощина находится кладбище. Одно из захоронений на этом кладбище является памятником истории местного значения — «Могила девушек из рабочего батальона» (1943). Это могила М. И. Жемановой и С. Д. Паршутиной — двух девушек, расстрелянных в 1943 году немцами и тайно похороненных односельчанами. На могиле надпись: «Им было по 15 лет, им так хотелось жить, / Хотели Родине своей, а не врагам служить». Записан рассказ об этом эпизоде местной жительницы Веры Артёмовны Похлебаевой (1925 г. р., с 1942 по 1944 год была в рабочем батальоне, в 1944 году вернулась домой в Гремячево и работала в колхозе): «Две девушки и мужчина из нашего батальона ушли в деревню повидать родных. Немцы об этом узнали, поймали их и заставили вырыть для себя могилу, поставили к краю и расстреляли. Нас согнали смотреть на эту казнь, чтобы знали, что так будет с каждым».
В центре деревни — братская могила советских воинов, погибших в боях с фашистскими захватчиками. Могила воинам, погибшим за освобождение деревни и погибшим односельчанам, была устроена в 1943 году в саду старой школы. В 1958 году в братскую могилу было произведено перезахоронение из братских могил населённых пунктов Глебово, Володарское, Красная Поляна, Шушерово. Тогда же была установлена скульптурная композиция: на высоком постаменте воин с автоматом и мемориальные плиты с именами погибших; рядом установлена мемориальная доска с именами односельчан, погибших в 1941—1945 годах. Известны имена 104 захороненных. Постройка финансировалась государством. За памятником ухаживают учащиеся сельской школы.